# Lise Rønne
Lise Rønne (Viborg, 1º novembre 1978) è una conduttrice televisiva danese.
In Danimarca è conosciuta grazie alla sua conduzione di quattro stagioni di X-Factor e dell'edizione del 2011 del Dasnki Grand Prix Melodi, mentre sul piano internazionale è conosciuta poiché ha condotto l'Eurovision Song Contest 2014, tenutosi a Copenaghen, insieme a Nikolaj Koppel e Pilou Asbæk.